# José Vicente Rangel

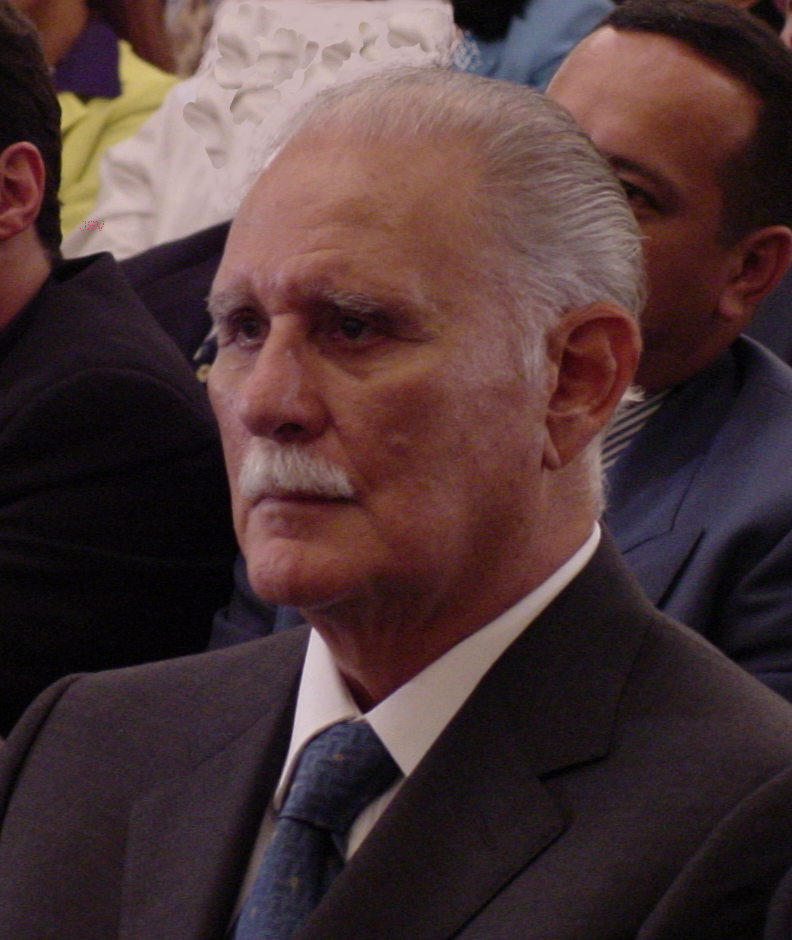
José Vicente Rangel (2005)

José Vicente Rangel Vale (* 10. Juli 1929 in Caracas; † 18. Dezember 2020 ebenda) war ein venezolanischer Politiker, Anwalt und Journalist. Von Mai 2002 bis Januar 2007 war er als Nachfolger von Diosdado Cabello Vizepräsident von Venezuela.

## Politische Anfänge
Seine politische Karriere begann mit 16 Jahren in der Unión Republicana Democrática (URD) und intensivierte sich mit seiner Opposition gegen den Putsch, der 1948 Rómulo Gallegos stürzte. Zu diesem Zeitpunkt war er ein Student der Rechtswissenschaften, wurde aber von den Militärbehörden festgenommen und aus Venezuela ausgewiesen.
Er ließ sich in Chile nieder, wo er die Bildhauerin Ana Avalos kennenlernte und heiratete. Er setzte sein Studium fort und graduierte schließlich in Spanien. 1958 kehrte er nach dem Sturz des Diktators Marcos Perez Jiménez nach Venezuela zurück und wurde als Abgeordneter der URD in den Kongress gewählt. Nebenbei arbeitete er als Journalist und Anwalt.
In den Jahren 1973, 1978 und 1983 kandidierte er auch für das Amt des Präsidenten als Kandidat des Movimiento al Socialismo (MAS), Partido Comunista de Venezuela (PCV) und des Movimiento Electoral del Pueblo (MEP).

## Arbeit als Journalist
In den 1990er-Jahren verließ er die Politik und widmete sich mit Kolumnen in unter anderem „El Universal“ oder „Panorama“ dem Journalismus. Seine herausragendste Arbeit war seine 1998 gestartete Fernsehshow „José Vicente Hoy“ (José Vicente Heute), in der er politische Ereignisse kommentierte und auch den damaligen Präsidentschaftskandidaten Hugo Chávez unterstützte.

## Regierungszeit
Chávez ernannte ihn am 2. Februar 1999 zum Minister für auswärtige Angelegenheiten, ein Amt, das er bis zum Februar 2001 innehatte. Danach wurde er Verteidigungsminister, bis er schließlich am 28. April 2002 zum Vizepräsidenten ernannt wurde.

## Autor
José Vicente Rangel war Autor des Buches „Expediente Negro“, das die Verletzung der Menschenrechte in den 1960er-Jahren in Venezuela untersucht.
Weitere Werke sind „Tiempo de Verdades“, „Socialismo y Democracia“ und „La Administración de Justicia en Venezuela“.